# Wilhelm Kuhe
Wilhelm Kuhe   (Praga, 10 de desembre de 1823 - Londres, 8 d'octubre de 1912) va ser un pianista i professor de piano, compositor i administrador alemany nascut a la ciutat de Praga (actual República Txeca), a la primera meitat del segle xix.
Va mostrar un gust precoç per la música i, a l'edat de quatre anys, va escoltar de la memòria les melodies de Paganini al pianoforte. Se li va ensenyar música d'Václav Tomášek, tenint Schulholff com un company d'estudis. Va viure a l'Alta Àustria el 1843-44, estudiant música i preparant-se per a una gira de concerts amb gran èxit el 1844 a Linz, Salzburg, Innsbruck, Augsburg, Múnic, i després a Stuttgart. Durant la seva estada a Stuttgart el 1845 va fer coneixença amb un cantant que posseïa una de les més velles i boniques que hagués tingut el plaer de sentir, era el baríton anomenat Pischek. Es van fer amics i tots dos van visitar Londres un matí de l'1 de maig d'aquest any i l'any següent va tocar amb gran èxit a la de "Mr. Ella's Unió Musical" al trio de Mayseder. El seu primer concert a Londres el va organitzar Moscheles a les sales Beethoven del carrer Harley. El 1847, als 24 anys, es va establir a Anglaterra, dividint el seu temps entre Londres i Brighton, on va obtenir popularitat com a professor de pianoforte, intèrpret i promotor de concerts.
Amb una notable empresa i esperit, Kuhe va mostrar una gran empresa en establir el festival anual a Brighton, que va tenir com a director conjunt entre 1870 i 1882, en què va animar el talent autòcton per les noves obres compostes a la seva instància i produïdes per ell, entre que, "Virginia Gabriel's Evangeline" el 1873; La cantata de Barnett, El bon pastor, el 1876; Clay Lalla Rookh el 1877 i 1878; Cowen's Deluge, i Cellier's Suite Symphonique el 1878; L'heroi i el Leander de Walter Macfarren, el Lord of the Isles de Gadsby, de Wingham Concert Overture la A i suite de Sloper el 1879; La cantata de Leslie, First Christmas Morn, d'Arthur Herbert Jackson el Ballet Suite i de W. Macfarren la Symphony a B ♭ el 1880: el Konzertstück in B♭ de W. Macfarren interpretada per Miss Kuhe, el 1881; Nocturne orquestral de Corder el 1882, a més de The Woman of Samaria i The Martyr of Antioch, sota la direcció respectiva dels seus compositors. De vegades va aparèixer a Londres, on donava un concert anual el 1846. Va ser nomenat professor de la "Royal Academy of Music el 1886, càrrec que va ocupar fins al 1904. Entre les seves nombroses composicions es troben peces de saló de fantasia, estudis i estudis. Va publicar també moltes transcripcions i cançons.
Va publicar les seves memòries, My Musical Recollections, el 1896; el llibre conserva diverses anècdotes sobre Wolfgang Amadeus Mozart que Kuhe va aprendre de Wenzel Swoboda, un contrabaix de Praga que havia actuat sota la direcció de Mozart. També es conserva una anècdota sobre Anna Gottlieb, que havia interpretat sota la direcció de Mozart la Pamina en l'estrena de La flauta màgica. El volum va ser llegit i elogiat pel novel·lista anglès de finals del segle xix, George Gissing, a l'octubre de 1896.